# Sárgatövű porhanyósgomba
A sárgatövű porhanyósgomba (Psathyrella cotonea) a porhanyósgombafélék családjába tartozó, Európában és Észak-Amerikában  elterjedt, lombos fák korhadó törzsén élő, nem ehető gombafaj. 

## Megjelenése
A sárgatövű porhanyósgomba kalapja  2-7 cm széles, alakja domború. Felszíne fiatalon gyapjas, majd sötétebb, rányomott szálas pikkelyekre szakadozik fel. Színe fehéres, idővel okkeres, nem higrofán. 
Húsa vizenyős, fehéres színű. Szaga nem jellegzetes; íze nem jellegzetes vagy kissé kesernyés-csípős.
Lemezei tönkhöz nőttek, élük fehéren pelyhes. Színük fiatalon szürkésfehér, idősen csokoládébarna.
Tönkje max. 12 cm magas. Színe fehéres, felszíne fiatalon gyapjas, majd hosszan szálazott, gyakran szálas gallérzónával. Alja sárgán nemezes.
Spórapora sötétbarna. Spórája elliptikus vagy henger alakú, sima, mérete 7-10 x 4-7 µm. 

### Hasonló fajok
A galléros medúza-porhanyósgomba hasonlíthat hozzá. 

## Elterjedése és termőhelye
Európában és Észak-Amerikában honos. Magyarországon ritka.
Lombos fák (főleg bükk) korhadó törzsén, ágain él, többnyire csoportosan. Szeptembertől novemberig terem. 

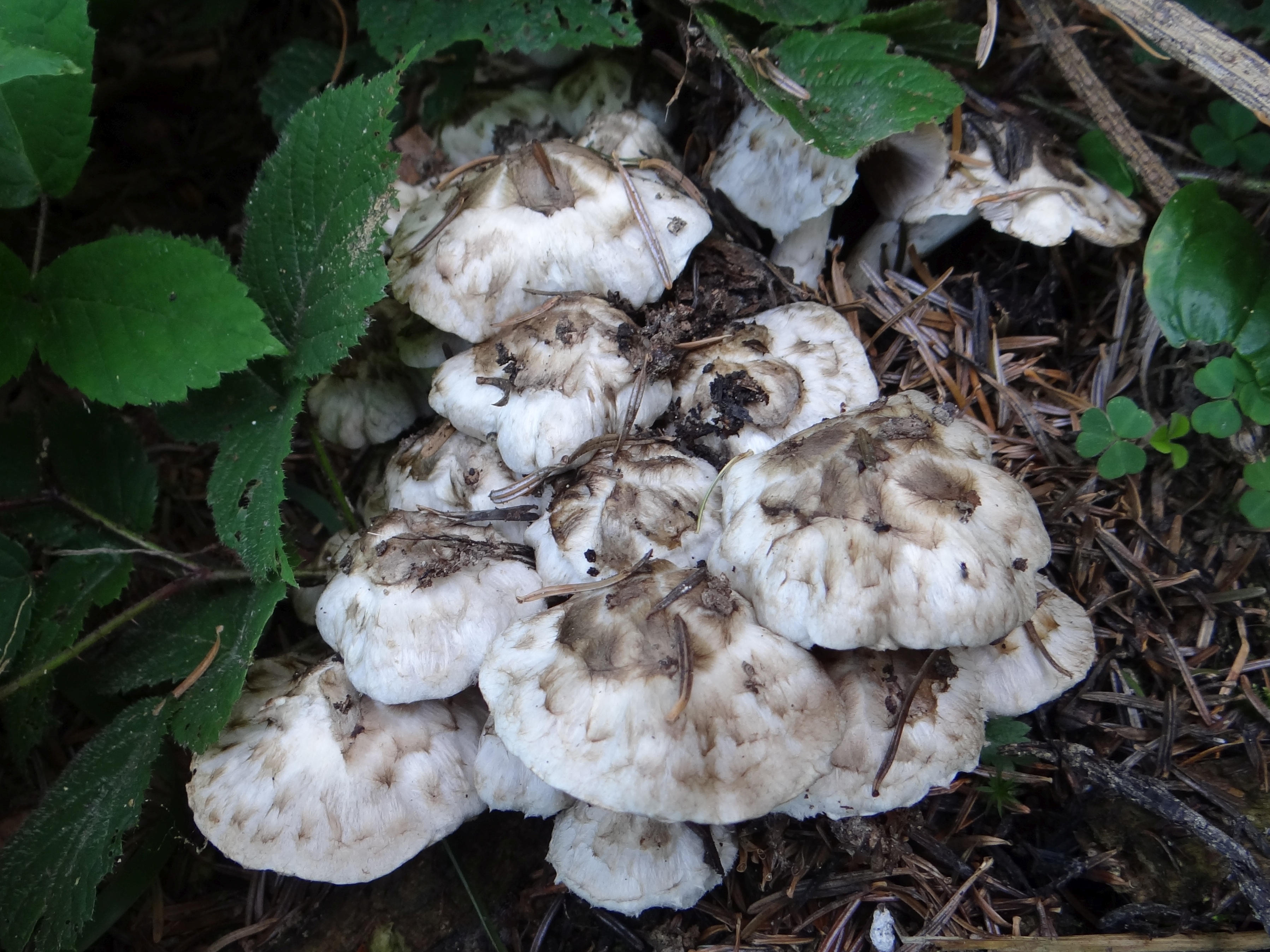
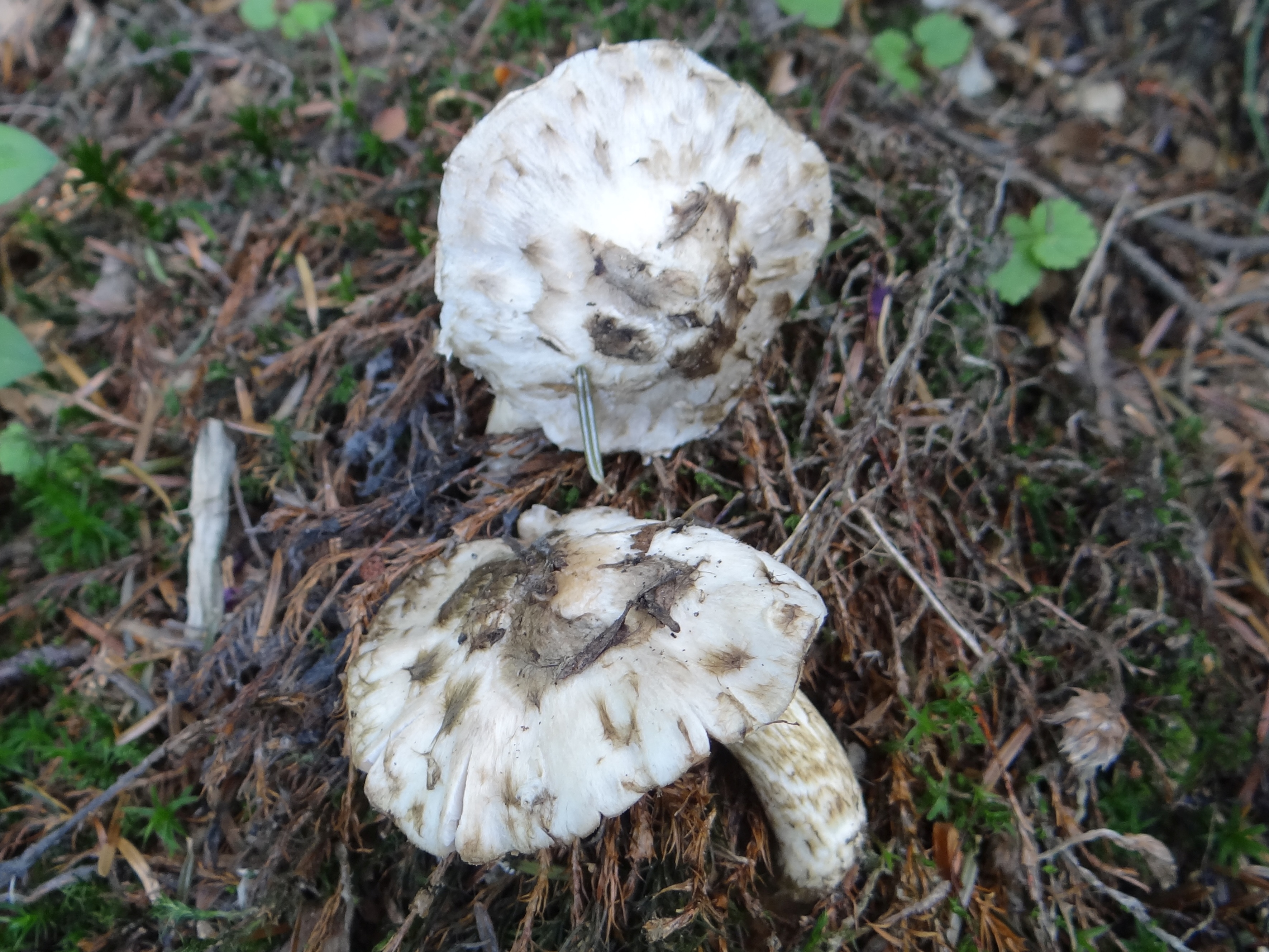
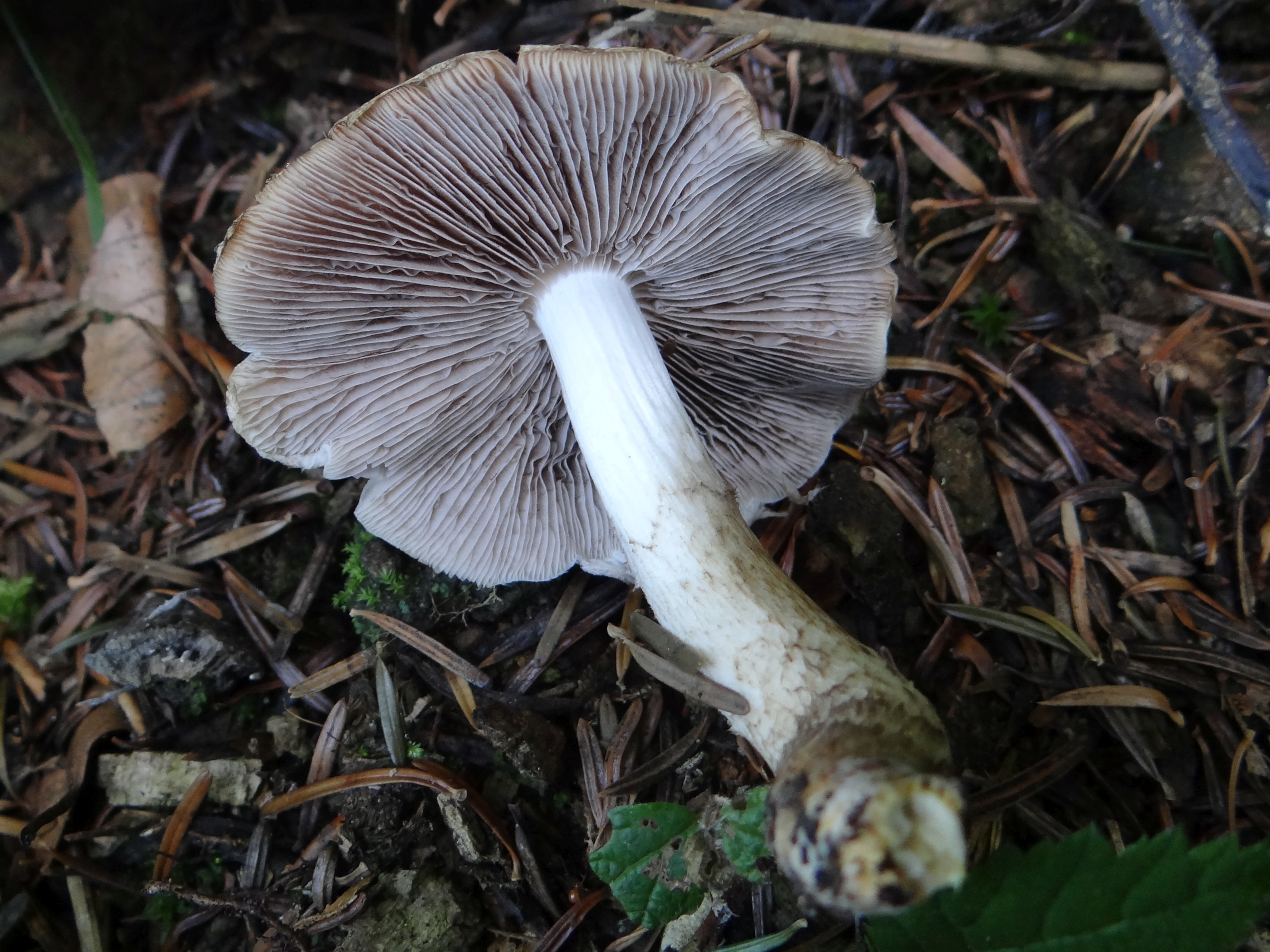
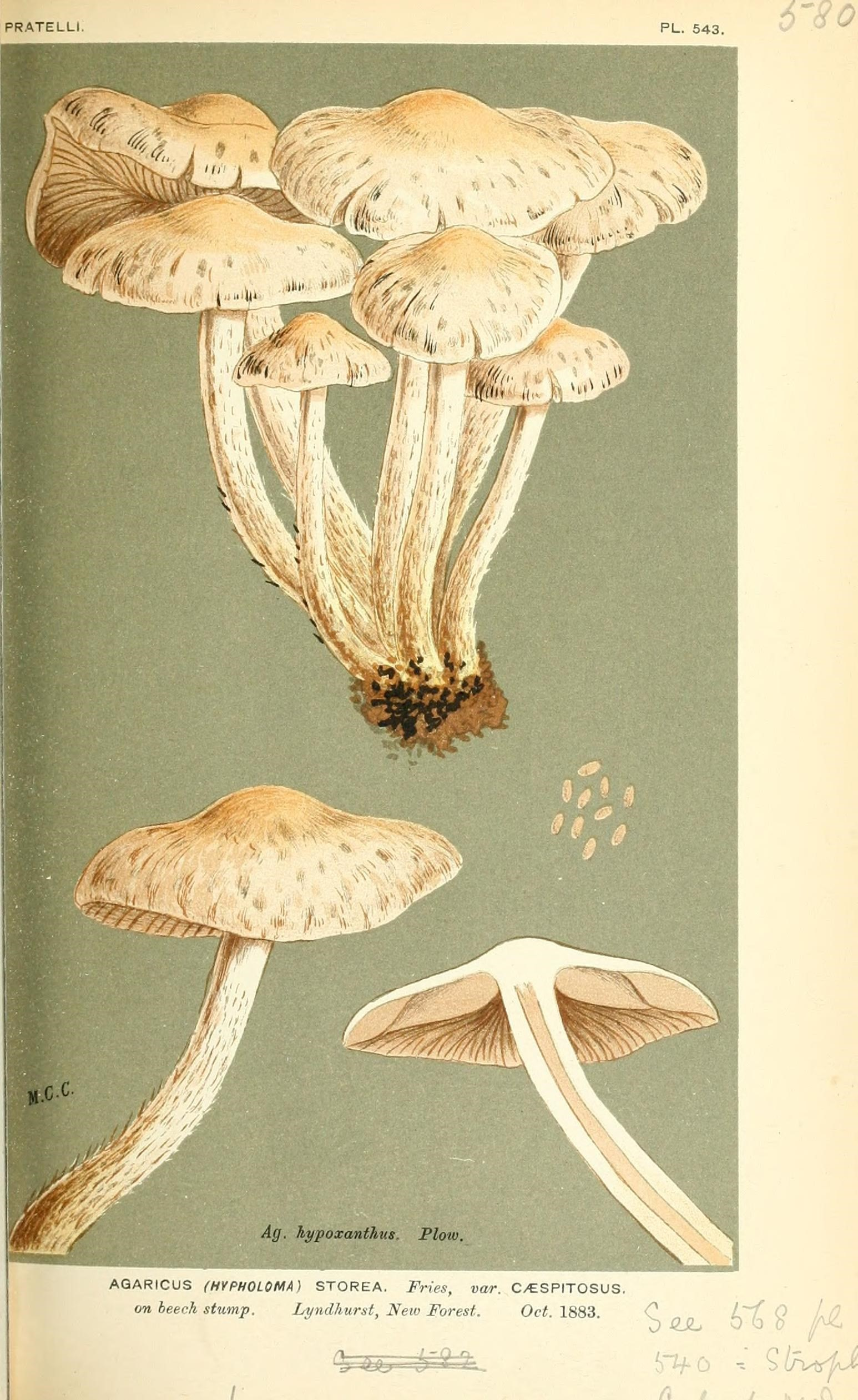
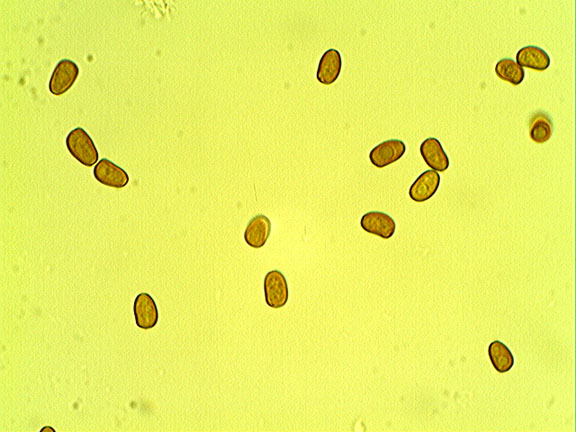

Nem ehető.  